# Palm Harbor
Palm Harbor és una concentració de població designada pel cens dels Estats Units a l'estat de Florida. Segons el cens del 2000 tenia 59.248 habitants.

## Demografia
Segons el cens del 2000, Palm Harbor tenia 59.248 habitants, 25.461 habitatges, i 16.906 famílies. La densitat de població era de 1.276,6 habitants/km².
Dels 25.461 habitatges en un 27% hi vivien nens de menys de 18 anys, en un 55,3% hi vivien parelles casades, en un 8,5% dones solteres, i en un 33,6% no eren unitats familiars. En el 28,1% dels habitatges hi vivien persones soles el 14,2% de les quals corresponia a persones de 65 anys o més que vivien soles. El nombre mitjà de persones vivint en cada habitatge era de 2,28 i el nombre mitjà de persones que vivien en cada família era de 2,79.
Per edats la població es repartia de la següent manera: un 20,8% tenia menys de 18 anys, un 5,1% entre 18 i 24, un 27,1% entre 25 i 44, un 23,7% de 45 a 60 i un 23,4% 65 anys o més.
L'edat mediana era de 43 anys. Per cada 100 dones de 18 o més anys hi havia 85,5 homes.
La renda mediana per habitatge era de 45.404 $ i la renda mediana per família de 52.925 $. Els homes tenien una renda mediana de 41.003 $ mentre que les dones 29.287 $. La renda per capita de la població era de 26.470 $. Entorn del 4,3% de les famílies i el 5,5% de la població estaven per davall del llindar de pobresa.

## Poblacions més properes
El següent diagrama mostra les poblacions més properes.